# Stuurfiets
Een stuurfiets is motortaal voor een motorfiets die gemakkelijk stuurt. Of een motorfiets de kwalificatie stuurfiets verdient is vooral afhankelijk van de framegeometrie of stuurgeometrie. Een frame met een korte wielbasis, een scherpe balhoofdhoek, een beperkte sprong en daarmee een geringe naloop is gemakkelijker van richting te veranderen dan een motorfiets met een heel lange wielbasis en een grote naloop. 
Voorbeelden:
MotoGP racers zijn gemakkelijker van richting te veranderen dan choppers.
Veruit de best sturende motorfietsen zijn trialmotoren, de slechtste zijn dragracers.